# Carlo Merkel
Carlo Merkel (Torino, 1862 – Pavia, 1899) è stato uno storico italiano.

## Biografia
Nato a Torino il 10 luglio 1862, Carlo Merkel fu allievo all'Università di Torino dello storico, paleografo e diplomatista Carlo Cipolla. Si laureò con lode presso quella Università nell'anno accademico 1886-1887. Reca la data del 1886 la pubblicazione della sua tesi di laurea, "Manfredi I e Manfredi II Lancia. Contributo alla storia politica e letteraria italiana nell'epoca sveva", per i tipi di Ermanno Loescher. L'opera venne segnalata con consenso nello stesso anno dal "Giornale Storico della letteratura italiana" (vol. VIII). 
Nell'anno accademico 1888-1889 si specializzò presso l'Università di Monaco di Baviera, dove frequentò in particolare i corsi dello storico Henry Simonsfeld. Segretario dell'Istituto storico italiano, ottenne presto la cattedra all'università di Pavia e nel 1897 fu nominato Socio dei Lincei. Tra le sue opere citiamo ancora "Come vestivano gli uomini del Decameron" (1898) e "Adelaide di Savoia elettrice di Baviera. Contributo alla storia civile e politica del Milleseicento" (1992).
Morì a Pavia il 15 marzo 1899.